# Weißenfels (stacja kolejowa)
Weißenfels – stacja kolejowa w Weißenfels, w kraju związkowym Saksonia-Anhalt, w Niemczech. Znajdują się tu 3 perony.